# ۲۸۶ (قمری)
۲۸۶ (قمری)، دویست و هشتاد و ششمین سال در گاهشماری هجری قمری است. اول محرم این سال برابر با بیست و یکم ژانویه سال ۸۹۹ میلادی است.